# Max Hallén
Max Micael Hallén, född 28 maj 1988 i Sankt Görans församling i Stockholm, är en svensk företagsledare och filmproducent .

## Biografi
Efter utbildning vid Enheten för journalistik, medier och kommunikation vid Stockholms universitet började Max Hallén arbeta på Chimney Group där han var ansvarig för finansiering, samproduktion och efterbearbetning av långfilm och TV-serier. 2016 rekryterades han till TV4, där han först var förhandlare av långfilmer och TV-serier. År 2017 blev han chef för förhandlingsgruppen under Åsa Sjöberg.
År 2020 blev han nordisk förhandlingschef och medlem av C Mores företagsledning. Han arbetade i den positionen till dess att han lämnade TV4.
Hallén har tidigare varit VD för Miso Film.
Sedan 2024 är han VD för Astrid Lindgren AB, företaget som äger upphovsrätten till Astrid Lindgrens publicerade böcker, filmer och teaterpjäser baserade på hennes verk.